# Мечеть Ашура

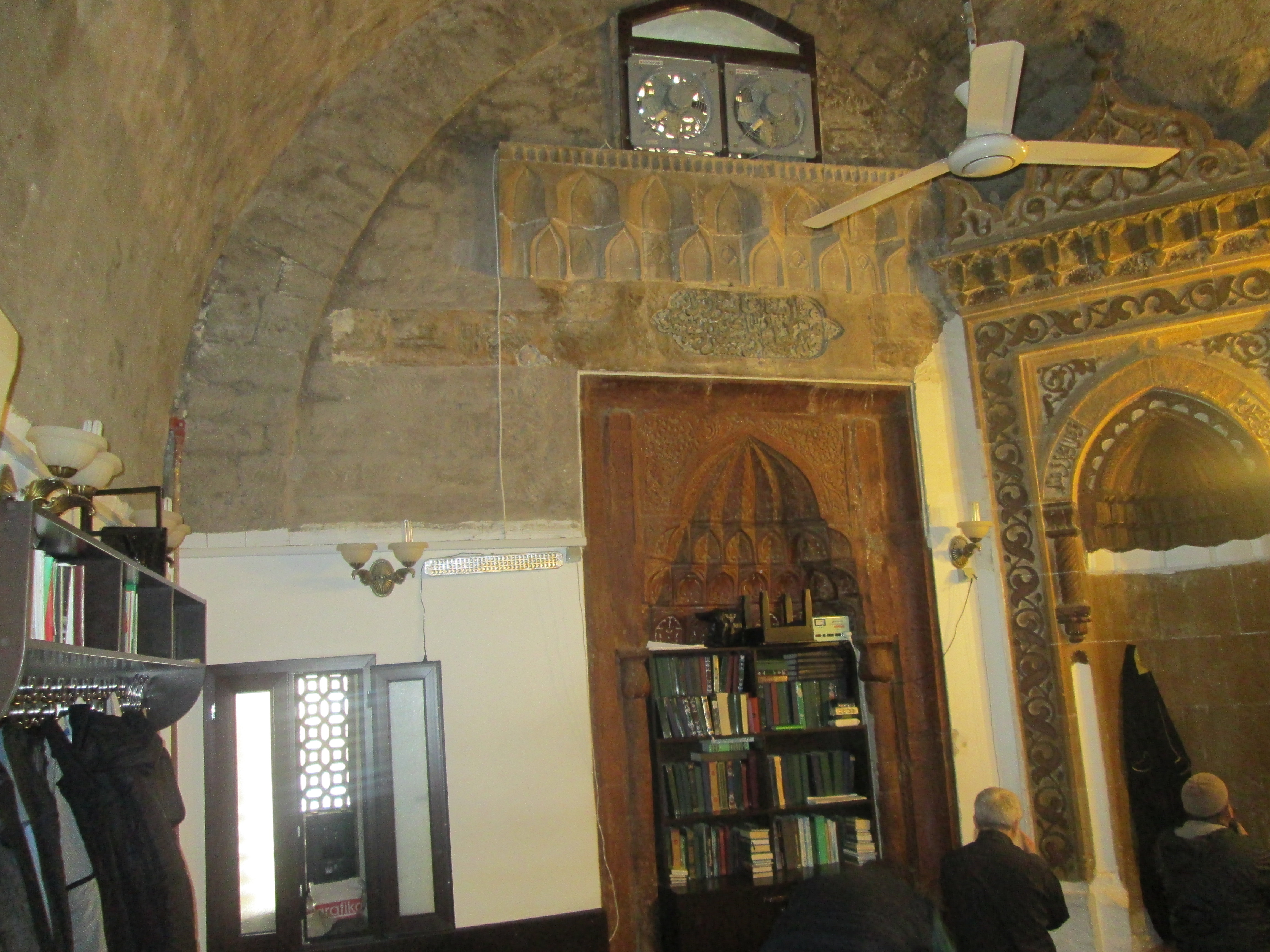
Інтер'єр мечеті

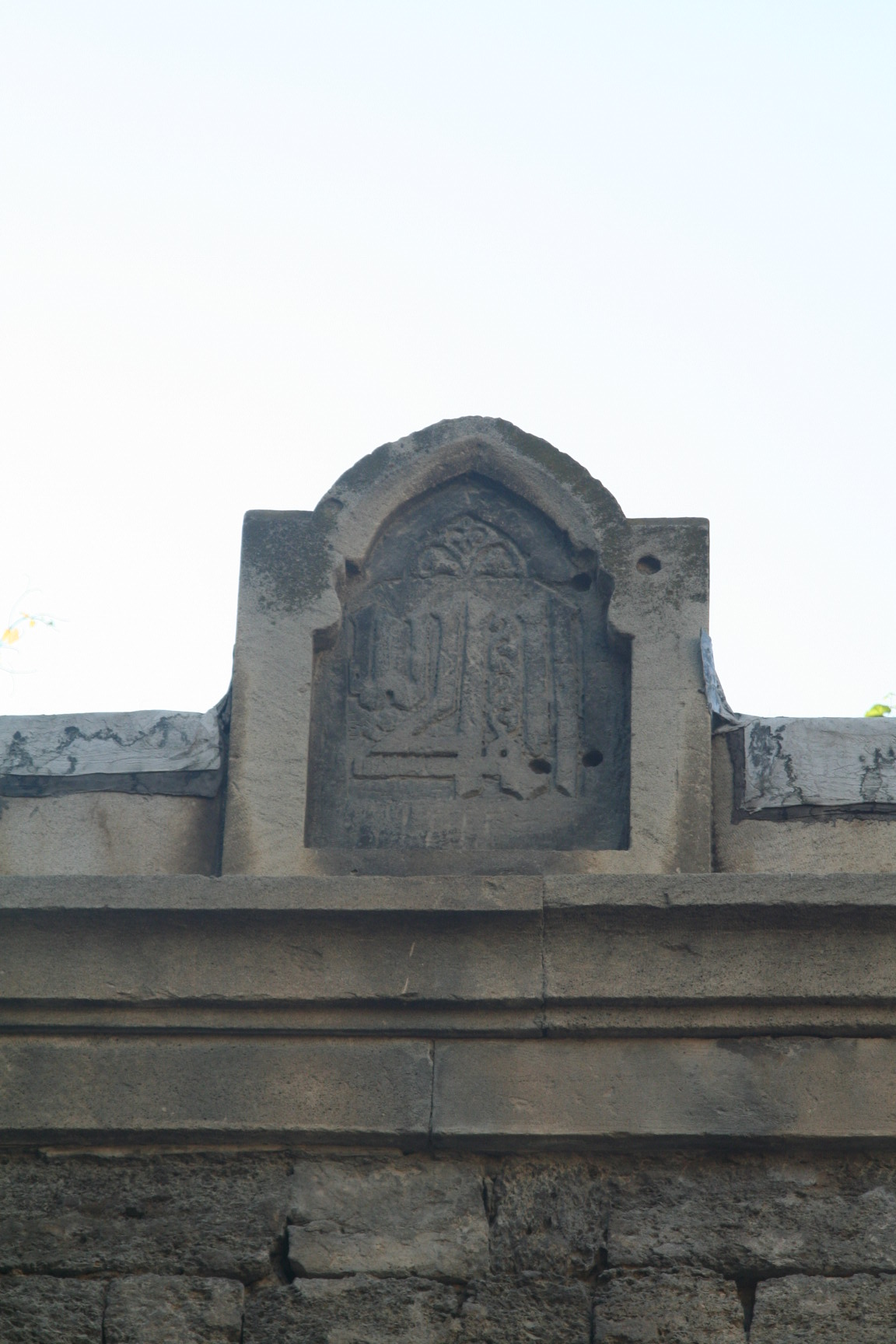
Дошка зі словом «Аллах» арабською мовою на карнизі мечеті

Мечеть Ашура або Лезгинська мечеть — мечеть XII століття в Ічери-шехер у місті Баку . Розташована на вулиці Асафа Зейналлі, № 53 у Старому місті .

## Історія
Мечеть була заснована в 1169 році майстром Наджаф Ашуром сином Ібрагіма. Мечеть часто називають Лезгинською мечеттю.
|  | За словами історика Ельчина Аскерова - автора «Короткої ісламської енциклопедії»: «З самого початку вона (мечеть) була названа на його честь - «Ашур». Однак у зв'язку з нафтовим бумом кінця XIX - початку XX ст. через часте відвідування цієї мечеті представниками лезгинської громади, які проживають у Баку, вона стала називатися «Лезгинською».. |

У 1938 року мечеть була повністю закрита і перетворена на склад віників ЖЕКу.

## Будівля
Мечеть Ашура має форму паралелепіпеда. Є два невеликих вікна на південній стороні будівлі. На вході до мечеті стрільчата арка, яка веде до молитовного залу.
У 1970 році пройшли реставраційні роботи в мечеті і після реконструкції та археологічних розкопок були виявлені дві напівкруглі арки, що відносяться до періоду Сасанідів в Албанії. Ці арки знаходяться в південній частині мечеті.